# Heimweh nach St. Pauli (Film)
Heimweh nach St. Pauli ist eine deutsche Musicalverfilmung von Werner Jacobs aus dem Jahr 1963 mit Freddy Quinn in der Hauptrolle.

## Handlung
Sieben Jahre lang lebt der Hamburger Hein Steinemann nun schon in New York City. In Amerika ist er unter dem Namen „Jimmy Jones“ als „lonesome star“ ein gefeierter Musiker geworden, doch sehnt er sich nach der Heimat. Als seine Kollegin Evelyne ein Engagement in Hamburg erhält, folgt Hein ihr, obwohl er eigentlich ein Engagement in Las Vegas annehmen sollte. Auch persönliche Gründe hinderten ihn lange Zeit, nach Hause zurückzukehren. Damals hatte er beim Pferderennen 1000 Mark seiner Mutter verspielt und war anschließend als Seemann nach Amerika geflohen. Nun will er endlich reinen Tisch machen. Seine Manager sind wenig begeistert und fliegen nach Hamburg, um Hein zurück nach Amerika zu holen.
In Hamburg gelingt es ihm, unerkannt von Bord zu gehen. Zu Hause trifft er zunächst auf seinen Vater, der ihm offenbart, dass Hein für die Mutter gestorben sei. So erscheint Hein am nächsten Tag in abgetragener Kleidung und die Mutter nimmt ihn mit offenen Armen auf. Damit sich ihr Sohn ein wenig Geld verdient, stellt sie ihn am familieneigenen Blumenstand an. Nur der Vater weiß, dass Hein in Wirklichkeit als Jimmy Jones Karriere gemacht hat und eigentlich Millionär ist. Auch der jungen Rosie, die Hein am Hafen kennengelernt hat und die wie er auf dem Markt Blumen verkauft, verschweigt Hein seine wahre Identität. Er wartet jedoch auf den richtigen Moment, um es seiner Mutter zu sagen. Diese erfährt die Wahrheit schließlich vorzeitig von ihrem Mann, verspricht jedoch, Hein nichts zu sagen.
Auf dem Blumenmarkt wird Hein dann doch von seinen Managern gefunden. Es kommt zur Rangelei und alle finden sich schließlich auf einer Polizeiwache wieder. Die Manager, die von Las Vegas inzwischen eine Absage samt hoher Geldstrafe erhalten haben, geben aus Wut vor, Hein nicht zu kennen. Erst Heins Mutter bringt Licht ins Dunkel und kann mit einer Autogrammkarte beweisen, dass Hein tatsächlich Jimmy Jones ist. Hein ist froh, dass nun keine Geheimnisse mehr zwischen ihm und der Mutter stehen. Am Abend tritt er in seiner Lieblingsbar auf. Neben Evelyne erscheint auch Rosie, die nun erkennt, dass Hein in Wirklichkeit ein gefeierter Star ist. Sie glaubt, er sei ein verwöhnter Mann und wendet sich von ihm ab. Hein hat sich in der Zwischenzeit längst entschieden, weder zu Hause zu bleiben, noch weiter als Sänger aufzutreten. Wie früher will er wieder zur See fahren und heuert erfolgreich auf seinem früheren Schiff an, das bereits am nächsten Tag in See sticht. Rosie erscheint im Hafen und verabschiedet sich von Hein. Sie hat erkannt, dass er ein bodenständiger Mann ist und wird auf ihn warten.

## Produktion
Der Film beruht auf einem Musical von Gustav Kampendonk und Lotar Olias. Heimweh nach St. Pauli wurde in New York City, in Hoboken, New Jersey, und in Hamburg gedreht. Der Film erlebte am 29. August 1963 im Hamburger City seine Premiere.
Freddy Quinn singt im Film zahlreiche Lieder:
- The Lonesome Star
- Heimweh nach St. Pauli
- Junge, komm bald wieder
- Du bist die Liebe
- Tell, Sailor, Tell Me A Story
- Was will das Meer von mir
- Das gibt’s nur auf der Reeperbahn

Jayne Mansfield singt Wo ist der Mann und Schnick-Schnack-Schnuckelchen.

## Kritik
Das Lexikon des Internationalen Films nannte Heimweh nach St. Pauli eine „Schnulze mit breitenwirksamer hamburgischer Folklore.“

## Auszeichnung
Heimweh nach St. Pauli wurde 1965 mit der Goldenen Leinwand für rund drei Millionen Kinozuschauer innerhalb von 18 Monaten ausgezeichnet. Er zählt damit zu den kommerziell erfolgreichsten Filmen seiner Zeit.